# Académie vocale de Paris
L'Académie vocale de Paris  est une association créée en 1993. Elle comprend une maîtrise de garçons, une maîtrise de filles et un ensemble vocal.
Iain Simcock en est le directeur musical depuis 2001.

## Description
Depuis son origine en 1993, l'Académie vocale de Paris propose une formation, qui se rapproche de celle des grandes maîtrises anglaises ou allemandes, tout en gardant une spécificité française. Les jeunes chanteurs de l'Académie vocale de Paris peuvent intégrer la pré-maîtrise dès l’âge de 6 ans.
À l’issue de la maîtrise de garçons et de la maîtrise de filles, les meilleurs chanteurs accèdent à l’ensemble vocal. De ce fait, l’ensemble vocal est constitué de jeunes chanteurs ayant déjà beaucoup d’années d’expérience et dotés de capacités professionnelles, à savoir, en plus des qualités vocales, un excellent niveau de déchiffrage et un sens de style dans l’interprétation des œuvres du 14e au 21e siècles. 
L'Académie vocale de Paris est dirigée par Iain Simcock, auparavant chef de chœur et organiste à la cathédrale de Westminster et ayant également travaillé avec les grandes maîtrises de Christ Church, à Oxford et de la Chapelle Royale du Château de Windsor. 
En mai 2004, la maîtrise de garçons a été invitée à la cathédrale de Westminster ; c'est la première maîtrise française à avoir cet honneur. D'autres moments forts : le festival du Marais et deux concerts pour les « Nuits blanches » à Paris ainsi que des concerts de gala pour de grandes sociétés françaises.
Des chanteurs de la maîtrise ont participé récemment à deux opéras à l'Opéra national de Bordeaux : The Turn of the Screw de Benjamin Britten et Die Zauberflöte de Mozart.
L’ensemble vocal donne des concerts en France et à l’étranger, par exemple en 2009-2010 où il s'est produit au Grand Théâtre de Bordeaux ; à l'abbaye Saint-Pierre de Solesmes — à nouveau en 2013 — ; à la chapelle du château de Fontainebleau ainsi qu'à Peterborough ; à la cathédrale de Westminster au Royaume-Uni et en août 2011, au festival du Comminges avec les Sacqueboutiers de Toulouse. 
La maîtrise peut s'entendre en concert tous les samedis à 17h45 à l'église Saint-Merri (IVe arr.).